# Schildhaupt

Wappen der Stadt Schloß Holte-Stukenbrock: Im gespaltenen Schildhaupt vorn ein goldenes Kreuz und hinten ein goldener Adler.

Unter Schildhaupt oder Haupt versteht der Heraldiker das Heroldsbild in der Wappenkunde, welches oberhalb der Teilungslinie im oberen Drittel des Wappens liegt. 

## Gestaltung, Blasonierung und Varianten
Es ist als ein an den oberen Schildrand verschobener Balken zu verstehen, mit einer Höhe von etwa 2/7 bis 1/3 der Schildhöhe. Ist das Schildhaupt schmal, heißt es bei der Blasonierung (Wappenbeschreibung) Giebel. Erreicht das Heroldsbild nur die Fadenbreite (etwa 1/6 Schildhöhe), wird es zum Gipfel. Die französische Heraldik bezeichnet das Schildhaupt mit chef. Wird das Schildhaupt in der Höhe verringert, so bezeichnet man es mit comble (‚besetzt, überfüllt‘).
Eine Variante ist das Schräghaupt (schrägrechts und schräglinks).
Die Ausführung kann, genau wie beim Wappenschild, alle Farben, Formen und Figuren aufnehmen. Er kann bordiert (mit Bord versehen), gestückt, geflammt und auch nach allen Wappenschnitten vom ganzen Schild abgeteilt sein: Eingebogen (Trennlinie zum Schild ist ein Kreisbogen wie im Wappen von Remmels). Ist das Haupt Richtung Schildfuß gewölbt, ist es behangen. Als französisch couvert (‚bedeckt, bedacht‘) wird es beschrieben, wenn an der oberen Schildkante ein so gebogener halbkreisförmiger Schnitt geht, dass die obere rechte und linke Ecke geschnitten wird.
Viele Bezeichnungen der Schildhauptgestaltung werden direkt als zusammengesetztes Wort gebraucht: Wellenschildhaupt, Zinnenschildhaupt, Flammenschildhaupt etc.
Berührt unterhalb des Schildhauptes ein sehr schmaler anders gefärbter Balken das Haupt, so ist es ein unterstütztes Schildhaupt. Liegt der schmale Balken am oberen Schildrand, ist es ein überstiegenes Schildhaupt. 
Heroldsbilder und gemeine Figuren sind im Schildhaupt möglich, und häufig (das entspricht seinem Zweck). 
Eine besondere Gruppe von Heroldsbildern  entstehen, wenn das Schildhaupt und ein mit ihm vereinigtes anderes Heroldsbild, wie Balken, Pfahl, Sparren, Schragen oder Flanke ohne Trennlinie und in gleicher Tinktur im Wappen sind. Blasoniert wird dann: Hauptbalken, Hauptpfahl, Hauptsparren, Hauptschragen oder Hauptflanke. Letztere unter Seitenangabe links oder rechts.

Hauptpfahl (auch Schildhauptpfahl)
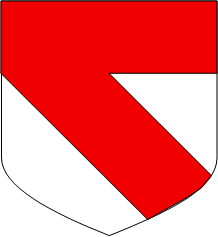
Hauptschrägrechtsbalken
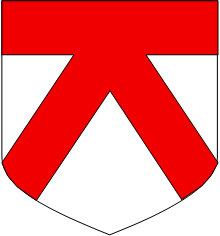
Hauptsparren

## Verwendung und Beispiele
Die  Verwendung ist ein besonderer Ehernplatz für Bilder und Figuren, im Sinne eines Beizeichens oder einer Wappenvereinigung.
Bei vielen Wappen ist die Schildhauptfläche gleichgestaltet, um die Zusammengehörigkeit zu einer Gruppe (Region/Familie) darzustellen: 
- Mit chef de France werden die mit goldenen Lilien in Blau gezierten Schildhaupte der Wappen des französischen Königshauses der Bourbonen, genau wie die einiger Städte, benannt. Schildhaupte solcher Art sind in der romanischen Heraldik weit verbreitet.
- Die geadelten Offiziere im Krieg gegen Dänemark 1864 der Preußenarmee hatten im roten Schildhaupt zwei gekreuzte Schwerter.[1]

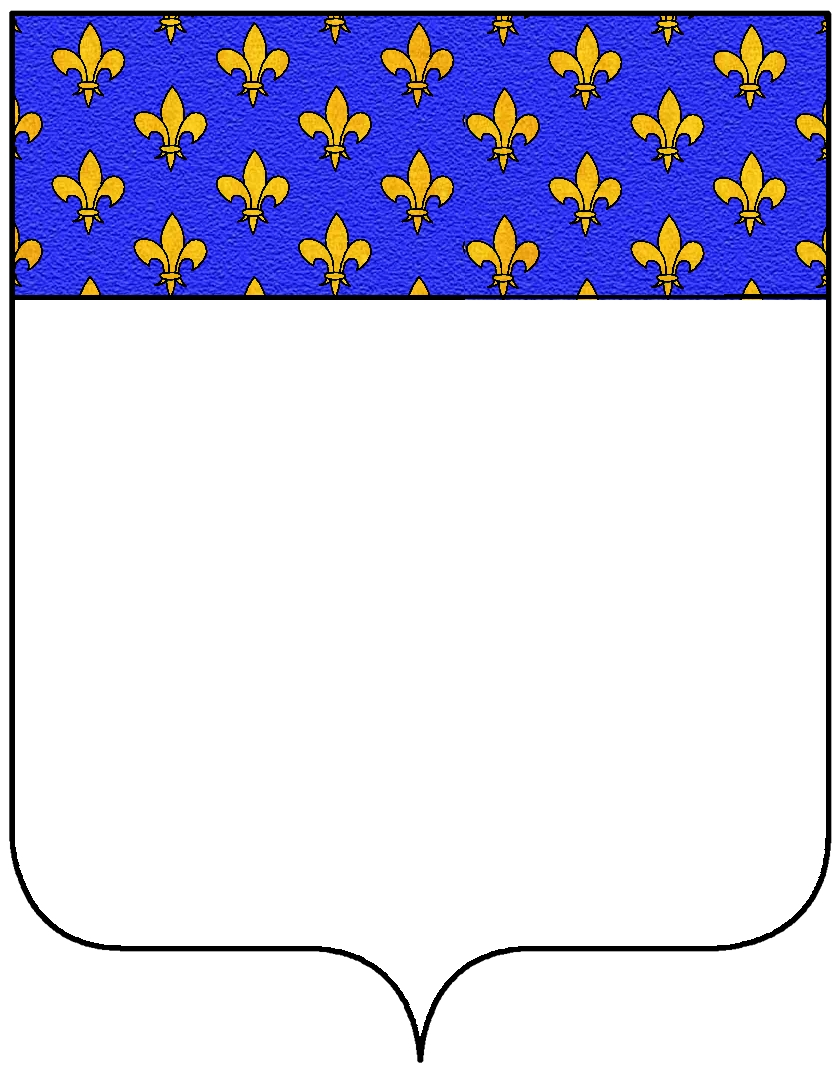
Chef de France (antik, lilienbesät)
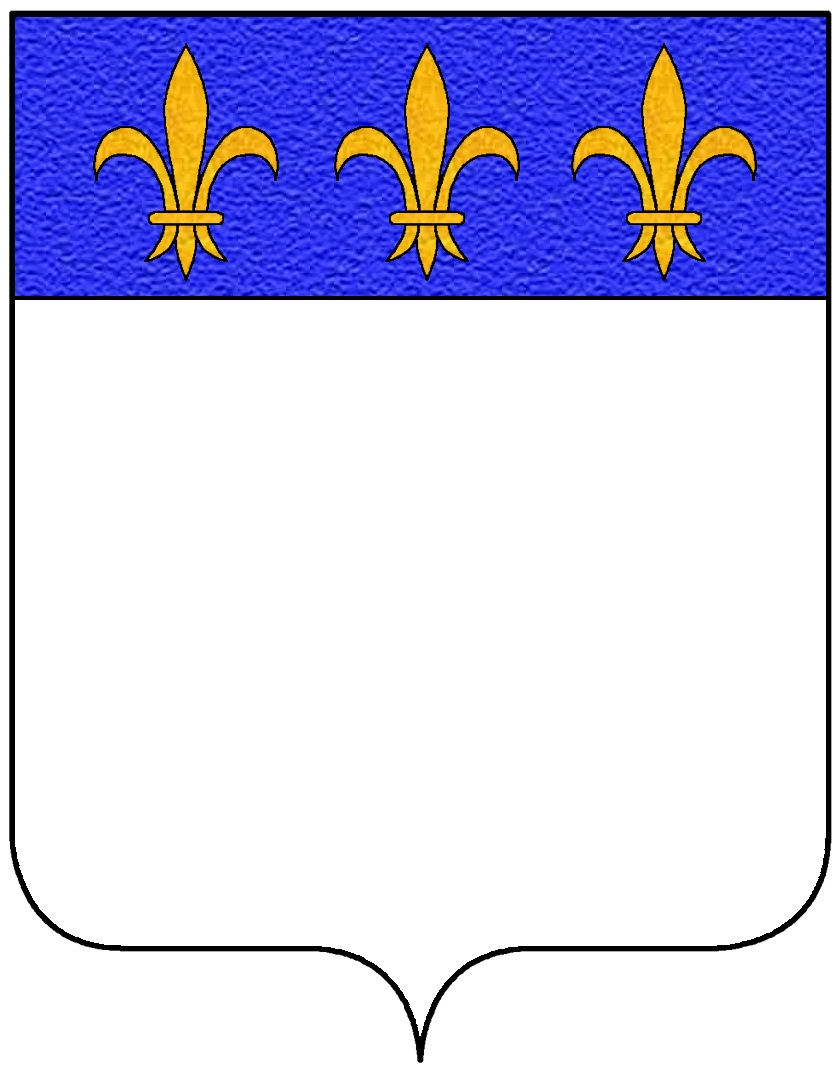
Chef de France (modern, 3 Lilien)
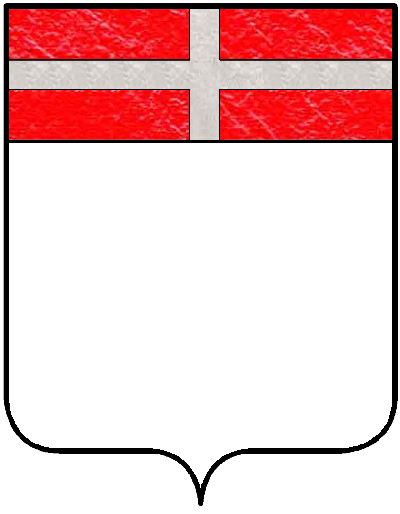
Haus Savoyen
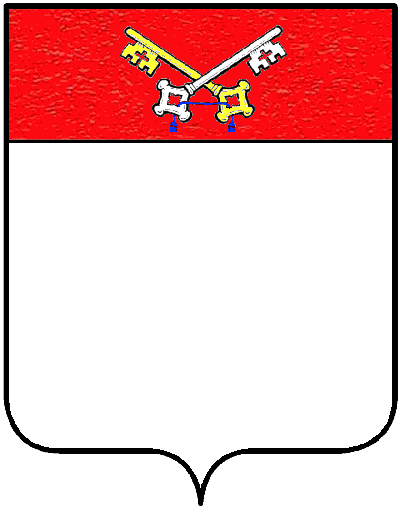
für Kirchenwappen